# Christian Coumel
Christian Coumel, né le 13 janvier 1931 à Dijon, est un homme politique français.

## Biographie
Suppléant de Pierre Ribes, Christian Coumel devient député de la septième circonscription des Yvelines le 6 décembre 1980, à la suite de la nomination du premier comme secrétaire d'État aux postes et télécommunications et à la télédiffusion du gouvernement Barre.
En 1983, il est candidat RPR-UDF aux élections municipales à Mantes-la-Jolie mais il est battu par le maire sortant socialiste Paul Picard.

## Détail des fonctions et des mandats
Mandat parlementaire
- 6 décembre 1980 - 22 mai 1981 : député de la septième circonscription des Yvelines